# أنقذوا تراث بيروت
أنقذوا تراث بيروت (بالإنجليزية: Save Beirut Heritage)‏ هي منظمة غير حكومية تعني بالتراث الثقافي اللبناني، يقع مقرها في بيروت، لبنان.
تأسست المنظمة في عام 2010 بهدف الحفاظ على التراث المعماري داخل بيروت، والذي تعرض لتهديد متزايد من الدمار بسبب تزايد ظاهرة التحضر. بدأت المنظمة كمجموعة على موقع فيسبوك، حيث سلطت الضوء على المخاطر التي تواجه المواقع القديمة في بيروت والمباني التاريخية. تضم المجموعة الآن أكثر من أربعة عشر ألف عضو وتدير خطًا ساخنًا لمدة 24 ساعة لسكان المدينة للاتصال إذا كانوا يخشون أن يكون المبنى في خطر من أنشطة الهدم أو البناء.
من أبرز أهداف جمعية «أنقذوا تراث بيروت» نشر الوعي حول أهمية التراث المعماري البيروتي المهدّد بالطمس والمسح، والنضال من أجل المحافظة عليه، وذلك من خلال حملات التوعية التي تنظمها الجمعية ودعم مختلف المشاريع المتعلّقة بالتراث. من خلال تعاونها مع وزارة الثقافة، فقد جعل من الجمعية منبرا لفضح كافّة الأنشطة غير القانونية التي ترتكب بحق المباني التراثية.
نظمت المنظمة العديد من الالتماسات والمظاهرات بهدف حماية المباني التاريخية. وقد أدت جهودهم إلى إصدار وزارة الثقافة أمرًا بوقف عملية الهدم. تشجع المنظمة الناس في المدينة على مراقبة الممتلكات التي تتعرض للهدم غير القانوني وتسلط الضوء على الخدع المختلفة التي يستخدمها تجار العقار لمحاولة هدم هذه المباني.

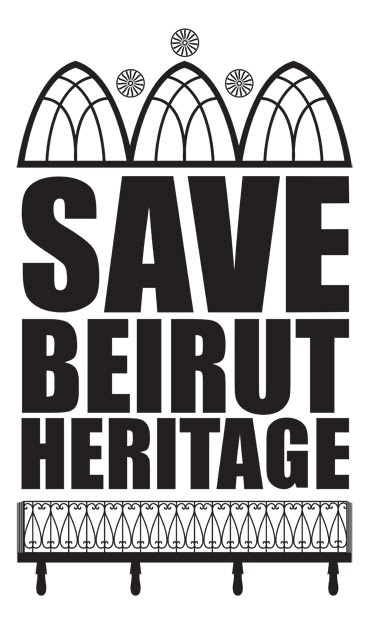
شعار أنقذوا تراث بيروت

في مقابلة مع صحيفة نيويورك تايمز، قال المتحدث باسم المنظمة، جورجيو تراف: "هذه المباني القديمة ليست جميلة فحسب، بل قابلة للحياة من الناحية المالية، ويريد السياح القدوم لرؤية مدينتنا القديمة، ولا يريدون رؤية الأبراج. كما تحدث عن دراسة استقصائية أجرتها الحكومة في التسعينيات والتي أحصت أكثر من ألف مبنى تاريخي في بيروت. "نقدر اليوم أن عدد المباني التقليدية المتبقية أقل من 300 مبنى، حتى تتمكن من معرفة مدى الهدم، ومدى سرعة تحول مدينتنا القديمة."
متحدثاً إلى وكالة أسوشيتيد برس، قال الناشط ناجي راجي: «يجب ألا يكون التحديث على حساب التاريخ».